# UMKS Żak Kielce
UMKS Żak Kielce – polski klub judo z siedzibą w Kielcach, założony w 1971 w MDK Kielce przez Ryszarda Gołdzińskiego, pod nazwą MDK Kielce Judo.

## Historia
W 1978 roku powstał Międzyszkolny Klub Sportowy „Żak” Kielce z trzema sekcjami. Treningi sekcji judo odbywały się w Młodzieżowym Domu Kultury, następnie w Wojewódzkim Domu Kultury do 30 czerwca 2014 roku, treningi odbywają się na Hali MOSiR, przy ul. Ściegiennego 8. 
W 2000 roku lub uzyskał osobowość prawną, przyjmując tym samym nazwę Uczniowski Międzyszkolny Klub Sportowy „Żak” Kielce.

## Osiągnięcia
- Pierwsze medale klub zdobył w 1983 roku na Mistrzostwach Polski juniorek i juniorów w Łodzi[2].
- Pierwszy medal na Mistrzostwach Polski seniorek w 1983 roku we Włocławku – brązowy wywalczyła Beata Bartosik. 2 lata później zdobyła też dla klubu pierwszy złoty medal[2].
- W 1989 zawodniczka Edyta Kołomańska wystartowała na Mistrzostwach Europy Juniorek zajmując piąte miejsce w kategorii 61 kg[2].
- Na Mistrzostwach Świata Seniorek w Barcelonie w 1992 roku Małgorzata Zelek wystartowała jako pierwsza zawodniczka z regionu na zawodach tej rangi[2].
- Barbara Krzywda zajęła 5 miejsce na ME Juniorek w Bukareszcie w 1998 roku[2].
- Na Mistrzostwach Europy juniorek młodszych w 2000 roku Kinga Kubicka zdobyła brązowy medal[2].
- Od 1983 do 2014 roku na Mistrzostwach Polski seniorek i seniorów zawodnicy Żaka zdobyli: 19 medali indywidualnie: 4 złote, 8 srebrnych, 7 brązowych oraz 1 brązowy medal drużynowo[2].